# Walthamstow Wetlands
Walthamstow Wetlands est une réserve naturelle de 211 hectares, contenant les réservoirs de Walthamstow, située à Walthamstow dans le borough londonien de Waltham Forest, au nord-est de Londres. Ouvert le 20 octobre 2017 le site est particulièrement important pour la faune en raison de sa position dans la Lee Valley ; une voie de passage pour les oiseaux migrateurs, hivernants et reproducteurs dans la région du Grand Londres. Le site est désigné comme site d'intérêt scientifique spécial (SSSI) et est l'une des plus grandes réserves naturelles de zones humides urbaines d'Europe. Les visiteurs peuvent accéder librement au patrimoine naturel, industriel et social du site dans l'une des zones urbaines les plus diverses et densément peuplées de la capitale. 
Les réservoirs, qui appartiennent à Thames Water, font également partie d'un site plus important d'importance métropolitaine pour la conservation de la nature, connu pour son mélange d'habitats aquatiques et terrestres, et pour leur importance à l'échelle de Londres (en particulier pour les oiseaux). 
Le projet Walthamstow Wetlands est géré par London Wildlife Trust, en partenariat avec Thames Water et London Borough of Waltham Forest. Le projet a été rendu possible après que le Heritage Lottery Fund a fourni un financement de 4,4 millions de livres sterling. Au total, les zones humides de Walthamstow ont une valeur de 8 millions de livres sterling provenant des travaux d'immobilisations et du financement des recettes sur cinq ans, Thames Water engageant 1,84 million de livres sterling pour le projet. 
L'Autorité du Grand Londres a également financé le projet Wetlands to Wetlands Greenway, améliorant sur 3 km les liaisons cyclables entre les zones humides de Woodberry à Manor House et les zones humides de Walthamstow pour encourager les visiteurs à visiter les deux sites.

## Histoire
Les réservoirs de Walthamstow ont été construits sur des marais adjacents à la rivière Lea pendant cinquante ans entre 1853 et 1904 par la East London Waterworks Company, augmentant en échelle et en hauteur à mesure que les besoins de Londres augmentaient. 

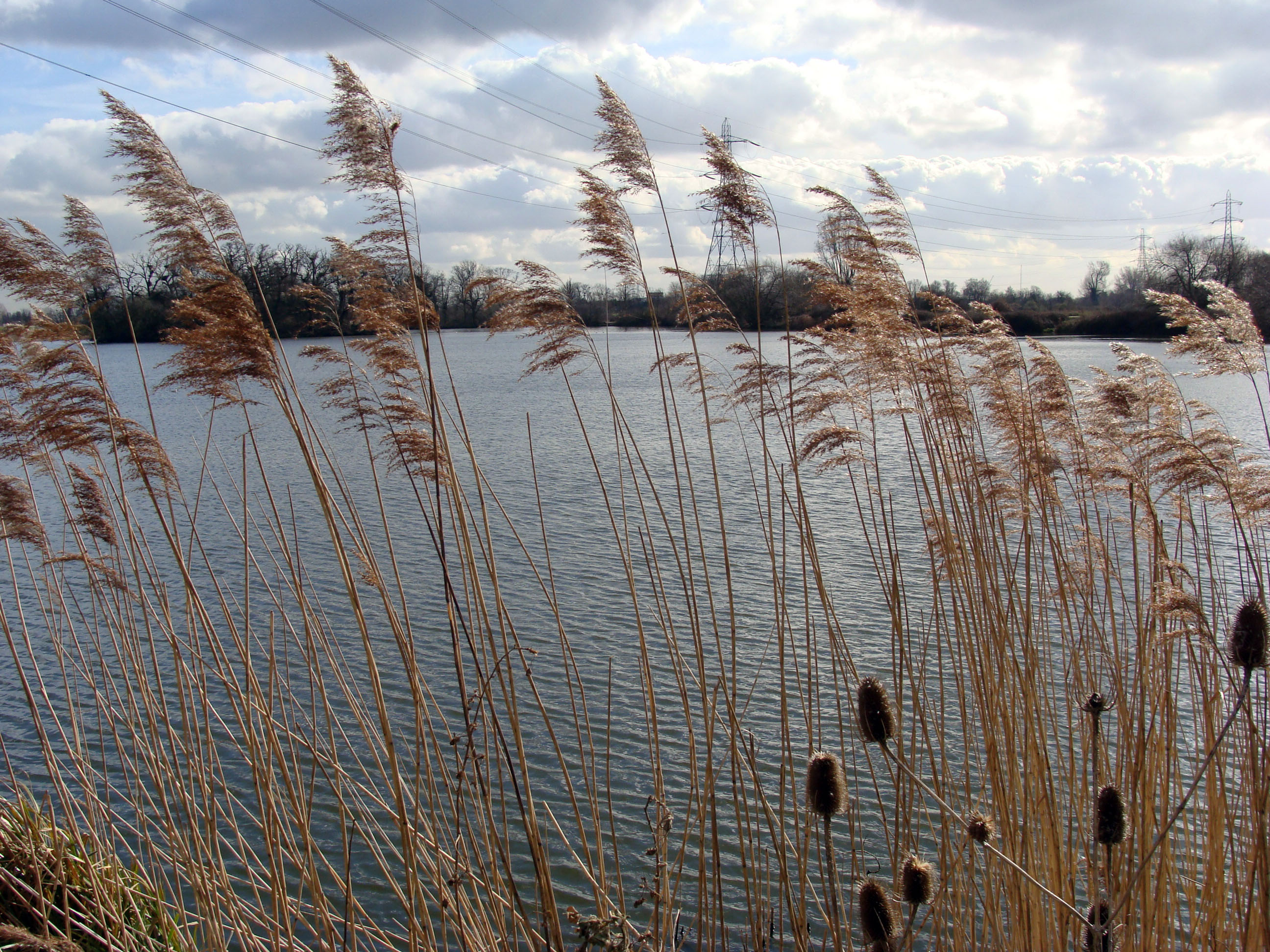
Réservoirs de Walthamstow

Il y a encore deux bâtiments industriels victoriens importants sur le site. Le Coppermill a donné son nom à la Coppermill Lane, au Coppermill Stream et au Coppermill's Water Treatment Works à proximité, et le Marine Engine House a été utilisé comme station de pompage. 
Les zones humides de Walthamstow ont été désignées site d'intérêt scientifique spécial (SSSI) en raison de l'importance nationale et internationale des réservoirs pour la reproduction, les oiseaux d'eau migrateurs et hivernants. 

## Réservoirs de Walthamstow

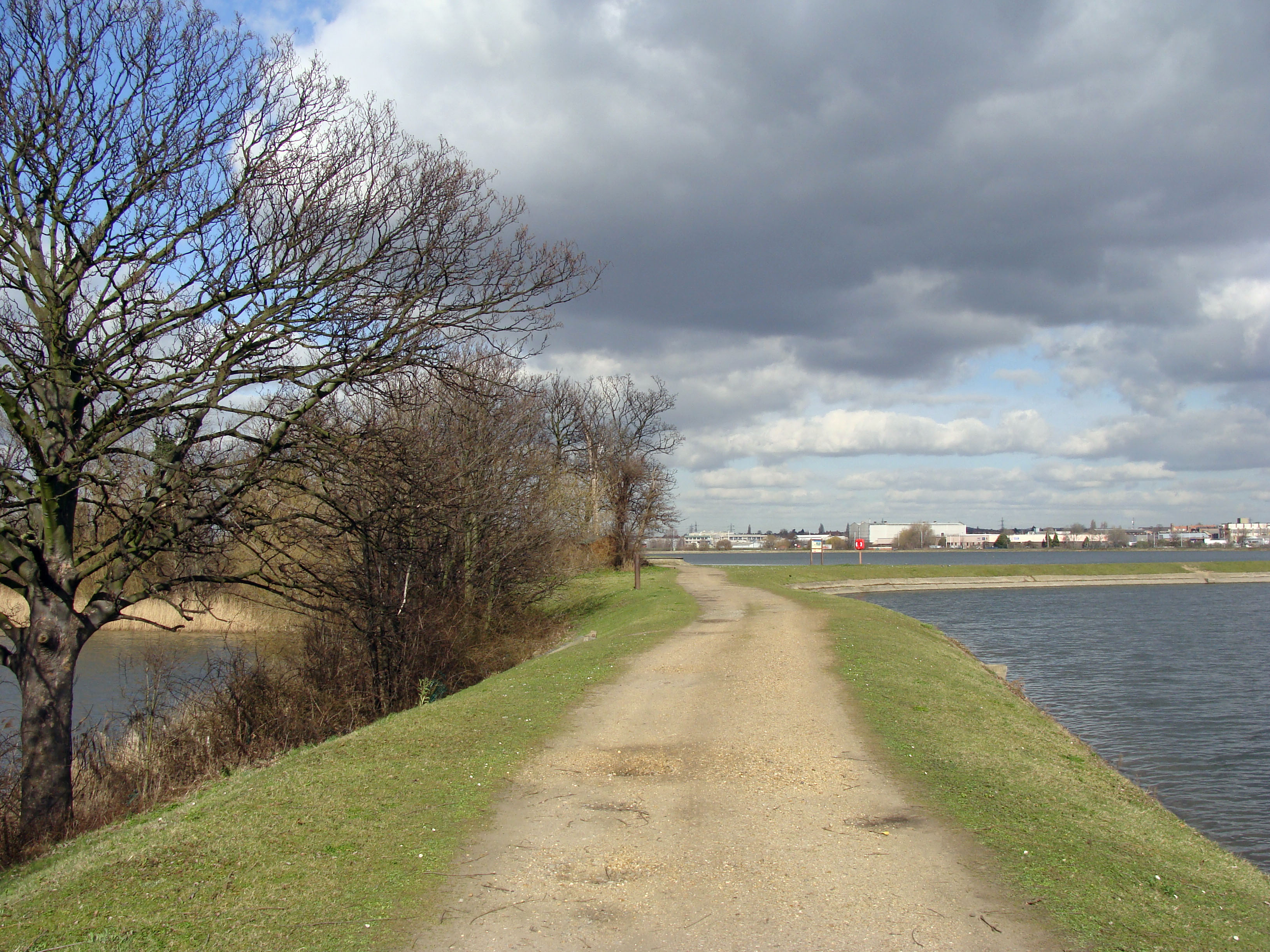
Chemin passant entre les réservoirs 4 et 5

Le complexe Walthamstow Reservoirs se trouve à Walthamstow dans le quartier londonien de Waltham Forest à Walthamstow. Ils font partie de la chaîne de réservoirs de la Lee Valley qui fournit de l'eau potable à Londres et sont détenus et gérés par Thames Water. 
Le complexe comprend dix réservoirs, qui sont un site d'intérêt scientifique spécial (SSSI), : 
- Réservoir Lockwood
- Réservoir High Maynard
- Réservoir Low Maynard
- Réservoir d'East Warwick
- Réservoir de West Warwick
- Réservoirs 1, 2, 3, 4 et 5

Les réservoirs ont été aménagés en réserve naturelle publique, le projet Walthamstow Wetlands, par London Wildlife Trust, en partenariat avec Thames Water et London Borough of Waltham Forest. Le site a ouvert au public en octobre 2017. Il fonctionne toujours comme un réservoir utilisé. 

## Architecture
Il y a deux structures industrielles victoriennes sur le site, le Coppermill qui donne son nom à Coppermill Lane, Coppermill Stream et Coppermills Water Treatment Works. 

### Marine Engine House
Construit en 1894, la Marine Engine House, anciennement appelé Ferry Lane Pumping Station, a été construit pendant le développement du complexe de réservoirs. 

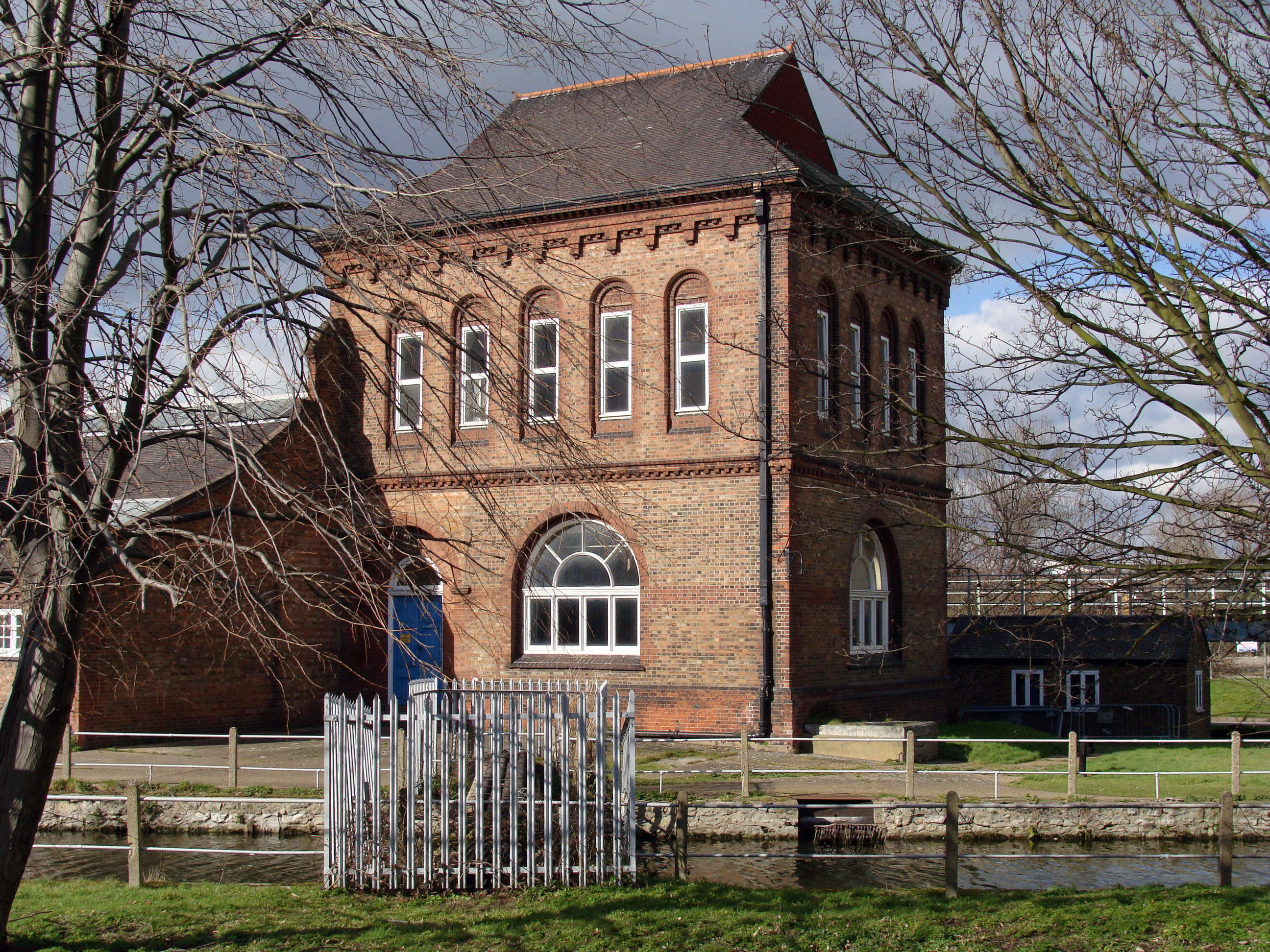
La Marine Engine House avant les travaux de rénovation et la conversion en café et centre d'accueil

### Le moulin à cuivre (Coppermill)

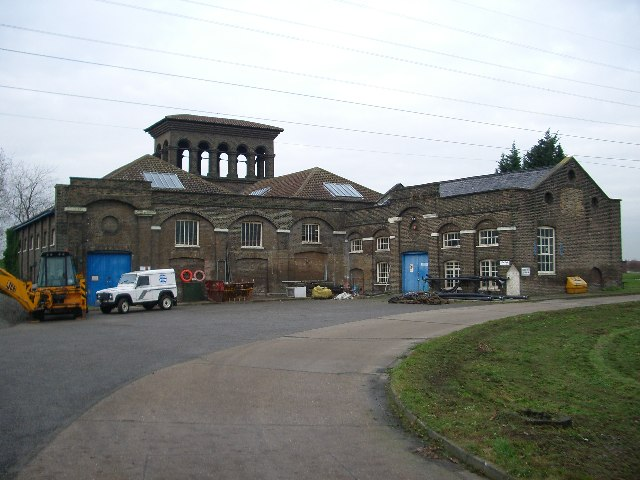
Coppermills, Walthamstow

Le bâtiment Coppermill est classé Grade II et a subi un certain nombre de modifications au cours des siècles, notamment l'ajout d'une tour à l'italienne en 1864. Le moulin de Walthamstow a été mentionné à plusieurs reprises dans les documents historiques. Il a été noté qu'au 14e siècle, le moulin était alimenté par le ruisseau Coppermill qui se détournait de la rivière Lea et était utilisé pour moudre du maïs. En 1611, quatre moulins sont mentionnés en association avec le Manoir de Walthamstow. 
Le moulin était considéré comme un «moulin à huile» jusqu'en 1806, date à laquelle il a été reconstruit et mis en vente. En 1859, l'usine fut acquise pour 4 000 £ par la East London Waterworks Company, qui la transforma en maison de pompage. À l'heure actuelle, le Coppermill sert de plaque tournante opérationnelle pour Thames Water. 

## Écologie

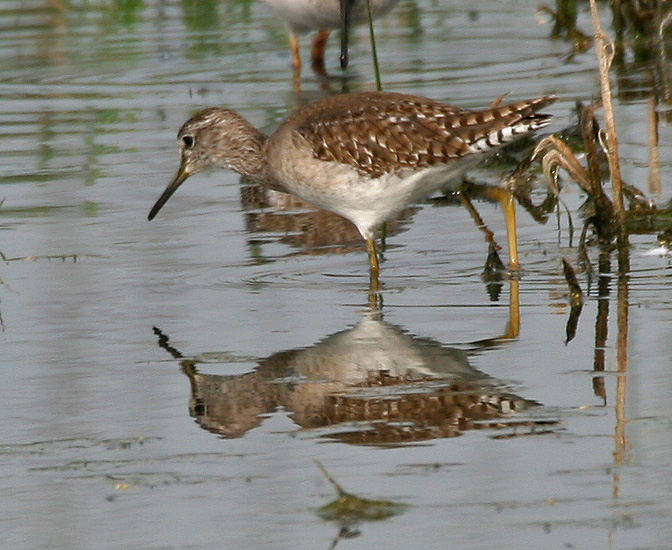
Bécasseau des bois

Les réservoirs de Walthamstow abritent la variété la plus notable d'oiseaux nicheurs des zones humides parmi tous les réservoirs d'eau potable de Londres. 
Les zones humides de Walthamstow, qui abritent une importante population d'hivernage de fuligules bleus, de souchets et de chipeaux, sont importantes sur le plan régional pour la reproduction des populations de hérons cendrés, de fuligules morillons, de petites aigrettes, de cormorans et d'autres oiseaux aquatiques. En raison de son emplacement dans la vallée de Lee, les zones humides de Walthamstow attirent nombre d'oiseaux échassiers qui s'arrêtent lors de leurs voyages souvent de longue distance. 
Les îles boisées du réservoir n° 1 abritent la célèbre héronnière, où le nombre de couples nicheurs atteint un niveau le plaçant dans les cinq principaux sites du pays. Autrefois héronnières également, les deux îles du réservoir n° 5 abritent aujourd'hui un grand nombre de cormorans. Grèbes huppés, fuligules morillons, foulques, Bergeronnettes, phragmites des joncs et effarvattes sont tous les visiteurs de reproduction régulière, tandis que d'autres visiteurs réguliers comprennent la guignette, le bécasseau variable, l'arlequin et le vanneau, alors que les moins fréquentes  espèces comprennent le pluvier annelé, le petit gravelot, le courlis, le combattant, la bécassine, l'huîtrier pie, le bécasseau des bois, le corlieu, le pluvier doré et le bécasseau minute. 
Près de 300 espèces de plantes ont été recensées dans les zones boisées, les bancs d'herbes, les marais et les habitats d'eau libre des réservoirs. 

## Voir également
- Infrastructure d'approvisionnement en eau de Londres
- Liste des sites d'intérêt scientifique spécial à Londres